# Persone di nome Denis/Calciatori
| Questa pagina contiene informazioni ricavate automaticamente dalle voci biografiche con l'ausilio del template Bio e di un bot. L'aggiornamento è periodico e automatico e ricostruisce completamente la pagina. Se manca una persona in questa lista, sei pregato di non aggiungerla, ma accertati piuttosto che la sua voce biografica contenga il template Bio e che i dati anagrafici siano correttamente compilati. Se il template Bio manca, inseriscilo tu stesso o, in alternativa, metti l'avviso {{tmp\|Bio}} che ne segnala la mancanza. Se i dati riportati sono sbagliati, correggi direttamente la voce biografica; le modifiche saranno visibili in questa lista entro pochi giorni. Per chiarimenti vedi il progetto antroponimi. La lista contiene solo le 89 persone che sono citate nell'enciclopedia e per le quali è stato implementato correttamente il template Bio. Pagina aggiornata al 22 lug 2025. |

Questa è una lista di persone presenti nell'enciclopedia che hanno il nome Denis e sono calciatori.

## A(2)
- Denis Adamov, calciatore russo (Ul'janovsk, n. 1998)
- Denis Alibec, calciatore rumeno (Mangalia, n. 1991)

## B(5)
- Denis Barbe, ex calciatore seychellese (n. 1978)
- Denis Baumgartner, calciatore slovacco (Skalica, n. 1998)
- Denis Bouanga, calciatore francese (Le Mans, n. 1994)
- Denis Brunazzi, ex calciatore italiano (Castelnovo di Sotto, n. 1937)
- Denis Bušnja, calciatore croato (Varaždin, n. 2000)

## C(5)
- Denis Caniza, ex calciatore paraguaiano (Asunción, n. 1974)
- Denis Cauchi, ex calciatore maltese (n. 1965)
- Denis Chen, ex calciatore guatemalteco (San Pedro Carchá, n. 1977)
- Denis Ciobotariu, calciatore rumeno (Bucarest, n. 1998)
- Denis Connaghan, calciatore scozzese (Glasgow, n. 1945 - Paisley, † 2024)

## D(7)
- Denis André Dasoul, calciatore belga (Liegi, n. 1983 - Bali, † 2017)
- Denis Alekseevič Davydov, calciatore russo (Mosca, n. 1995)
- Denis César de Matos, calciatore brasiliano (Jaú, n. 1987)
- Denis Devaux, calciatore francese (Cize, n. 1939 - Dole, † 2025)
- Denis Dorožkin, ex calciatore russo (Volgograd, n. 1987)
- Denis Drăguș, calciatore rumeno (Bucarest, n. 1999)
- Denis Dumitrașcu, calciatore rumeno (Râmnicu Vâlcea, n. 1995)

## E(3)
- Denis Epstein, ex calciatore tedesco (Colonia, n. 1986)
- Denis Espinoza, calciatore nicaraguense (Diriamba, n. 1983)
- Denis Evsikov, ex calciatore russo (Vladimir, n. 1981)

## G(4)
- Denis Genreau, calciatore francese (Parigi, n. 1999)
- Denis Glavina, calciatore croato (Čakovec, n. 1986)
- Denis Glušakov, calciatore russo (Millerovo, n. 1987)
- Denis Granečný, calciatore ceco (Ostrava, n. 1998)

## H(5)
- Denis Halinský, calciatore ceco (Králův Dvůr, n. 2003)
- Denis Haruț, calciatore rumeno (Timișoara, n. 1999)
- Denis Horník, calciatore slovacco (Galanta, n. 1997)
- Denis Houf, calciatore belga (Fléron, n. 1932 - Liegi, † 2012)
- Denis Huseinbašić, calciatore tedesco (Erbach, n. 2001)

## I(2)
- Denis Iguma, calciatore ugandese (Kalangala, n. 1994)
- Denis Ilescu, ex calciatore moldavo (Telenești, n. 1987)

## J(1)
- Denis Jakuba, calciatore russo (Sotnikovskoye, n. 1996)

## K(7)
- Denis Kajkov, calciatore russo (Mosca, n. 1997)
- Denis Kelleher, calciatore nordirlandese (Dungarvan, n. 1918 - † 2002)
- Denis Klinar, calciatore sloveno (n. 1992)
- Denis Kolinger, calciatore croato (Malsch, n. 1994)
- Denis Kolodin, ex calciatore russo (Kamyšin, n. 1982)
- Denis Kramar, calciatore sloveno (Murska Sobota, n. 1991)
- Denis Kutin, calciatore russo (Amburgo, n. 1993)

## L(4)
- Denis Laktionov, ex calciatore russo (Krasnozërskoe, n. 1977)
- Denis Law, calciatore scozzese (Aberdeen, n. 1940 - Aberdeen, † 2025)
- Denis Linsmayer, calciatore tedesco (Pirmasens, n. 1991)
- Denis Ljubović, calciatore croato (Fiume, n. 1988)

## M(5)
- Denis Mahmudov, ex calciatore macedone (Veles, n. 1989)
- Denis Makarov, calciatore russo (Togliatti, n. 1998)
- Denis Marandici, calciatore moldavo (Chișinău, n. 1996)
- Denis Markaj, calciatore kosovaro (Gjakova, n. 1991)
- Denis Milar, ex calciatore uruguaiano (Montevideo, n. 1952)

## O(3)
- Denis Odoi, calciatore belga (Lovanio, n. 1988)
- Denis Olivera, calciatore uruguaiano (Minas, n. 1999)
- Denis Onyango, calciatore ugandese (Kampala, n. 1987)

## P(9)
- Denis Papas, ex calciatore e allenatore di calcio francese (Lione, n. 1937)
- Denis Petrić, calciatore sloveno (Lubiana, n. 1988)
- Denis Pineda, calciatore salvadoregno (n. 1995)
- Denis Pjeshka, calciatore albanese (Scutari, n. 1995)
- Denis Popov, ex calciatore e allenatore di calcio russo (Novorossijsk, n. 1979)
- Denis Popović, calciatore sloveno (Celje, n. 1989)
- Denis Potoma, calciatore slovacco (Svidník, n. 2000)
- Denis Prychynenko, calciatore tedesco (Potsdam, n. 1992)
- Denis Putnik, ex calciatore croato (Spalato, n. 1968)

## R(4)
- Denis Rassulov, calciatore moldavo (Chișinău, n. 1990)
- Denis Rodríguez, calciatore argentino (Rosario, n. 1996)
- Denis Rusu, calciatore moldavo (Chișinău, n. 1990)
- Denis Alex Rusu, calciatore rumeno (Avram Iancu, n. 2001)

## S(8)
- Denis Scuto, ex calciatore lussemburghese (Esch-sur-Alzette, n. 1964)
- Denis Selimovič, ex calciatore sloveno (n. 1979)
- Denis Simani, calciatore svizzero (San Gallo, n. 1991)
- Denis Smith, ex calciatore e allenatore di calcio inglese (Meir, n. 1947)
- Denis Stracqualursi, ex calciatore argentino (Rafaela, n. 1987)
- Denis Streker, calciatore tedesco (Magonza, n. 1991)
- Denis Suárez, calciatore spagnolo (Salceda de Caselas, n. 1994)
- Denis Wolf, calciatore tedesco (Hannover, n. 1983)

## T(6)
- Denis Terent'ev, calciatore russo (San Pietroburgo, n. 1992)
- Denis Thomalla, calciatore tedesco (Pforzheim, n. 1992)
- Denis Thwaites, calciatore inglese (Stockton-on-Tees, n. 1944 - Susa, † 2015)
- Denis Tkačuk, calciatore russo (Belgorod, n. 1989)
- Denis Tomic, calciatore austriaco (n. 1998)
- Denis Tonucci, calciatore italiano (Pesaro, n. 1988)

## V(4)
- Denis Vavilin, ex calciatore russo (Samara, n. 1982)
- Denis Vavro, calciatore slovacco (Partizánske, n. 1996)
- Denis Ventúra, calciatore slovacco (Senica, n. 1995)
- Denis Višinský, calciatore ceco (Mělník, n. 2003)

## Y(1)
- Denis Yongule, calciatore sudsudanese (n. 1998)

## Z(2)
- Denis Zakaria, calciatore svizzero (Ginevra, n. 1996)
- Denis Zmeu, ex calciatore moldavo (Chișinău, n. 1985)

## Č(1)
- Denis Čeryšev, calciatore russo (Nižnij Novgorod, n. 1990)

## Š(1)
- Denis Šme, calciatore sloveno (Slovenj Gradec, n. 1994)